# Olivia Newton-John
Olivia Newton-John, DBE, (n. 26 septembrie 1948, Cambridge, Anglia, Regatul Unit – d. 8 august 2022, Santa Ynez Valley⁠(d), California, SUA) a fost o cântăreață pop, compozitoare și actriță australiană originară din Anglia, câștigătoare a patru premii Grammy și nominalizată la premiile Globul de Aur. A fost o activistă convinsă atât pe domeniul problemelor ecologice, cât și pe cel al cancerului la sân.

## Biografie
Olivia Newton-John s-a născut la Cambridge, Anglia, tatăl ei fiind galez, Brinley ("Bryn") Newton-John, iar mama sa fiind născută la Berlin, Irene Helene (născută Born). Mama sa este cel mai mare copil al fizicianului teoretician, laureat cu Premiul Nobel, Max Born.  Familia mamei sale a părăsit Germania înainte de cel de-al doilea război mondial pentru a evita regimul nazist (Max Born, bunica Oliviei din partea mamei având părinți evrei). Este o rudă îndepărtată a lui Ben Elton.

## Discografie
- If Not for You (1971)
- Olivia (1972)
- Let Me Be There (1973)
- Long Live Love (1974)
- If You Love Me, Let Me Know (1974)
- Have You Never Been Mellow (1975)
- Clearly Love (1975)
- Come on Over (1976)
- Don't Stop Believin' (1976)
- Making a Good Thing Better (1977)
- Totally Hot (1978)
- Physical (1981)
- Soul Kiss (1985)
- The Rumour (1988)
- Warm and Tender (1989)
- Gaia: One Woman's Journey (1994)
- Back with a Heart (1998)
- 'Tis the Season (2000)
- (2) (2002)
- Indigo: Women of Song (2004)
- Stronger Than Before (2005)
- Grace and Gratitude (2006)
- Christmas Wish (2007)
- A Celebration in Song (2008)
- This Christmas (2012)

## Filmografie
| An   | Title                                | Rol                       |
| ---- | ------------------------------------ | ------------------------- |
| 1965 | Funny Things Happen Down Under       | Olivia                    |
| 1970 | Toomorrow                            | Olivia                    |
| 1972 | The Case                             | În rolul său              |
| 1976 | A Special Olivia Newton-John         | În rolul său              |
| 1977 | Only Olivia                          | În rolul său              |
| 1978 | Olivia                               | În rolul său              |
| 1978 | Grease                               | Sandy Olsson              |
| 1980 | Xanadu                               | Kira                      |
| 1980 | Hollywood Nights                     | În rolul său              |
| 1983 | Two of a Kind                        | Debbie Wylder             |
| 1988 | She's Having a Baby                  | În rolul său (Cameo)      |
| 1989 | Mothers & Others                     | În rolul său              |
| 1990 | O mamă de Crăciun                    | Amy Miller                |
| 1991 | Madonna: Truth or Dare               | În rolul său (Cameo)      |
| 1994 | Poveste de Crăciun                   | Julia Stonecypher         |
| 1996 | It's My Party                        | Lina Bingham              |
| 2000 | Sordid Lives                         | Bitsy Mae Harling         |
| 2001 | The Wilde Girls                      | Jasmine Wilde             |
| 2002 | A Night with Olivia                  | În rolul său              |
| 2003 | Live in Japan '03                    | În rolul său              |
| 2008 | Sordid Lives: The Series             | Bitsy Mae Harling         |
| 2009 | Kathy Griffin: My Life On The D-List | În rolul său              |
| 2010 | 1 a Minute                           | În rolul său (documentar) |
| 2010 | Glee                                 | În rolul său              |
| 2010 | Score: A Hockey Musical              | Hope Gordon               |
| 2011 | A Few Best Men                       | Barbara Ramme             |

## Legături externe
- Site web oficial
- Olivia Newton-John la AllMusic
- Olivia Newton-John la Internet Movie Database